# أنطونيو جيل إي زاريت
أنطونيو جيل إي زاريت (بالإسبانية: Antonio Gil de Zárate) هو مترجم وكاتب مسرحي وكاتب إسباني، ولد في 1 ديسمبر 1793 في مدريد في إسبانيا، وتوفي بنفس المكان في 27 يناير 1861.